# مرجان

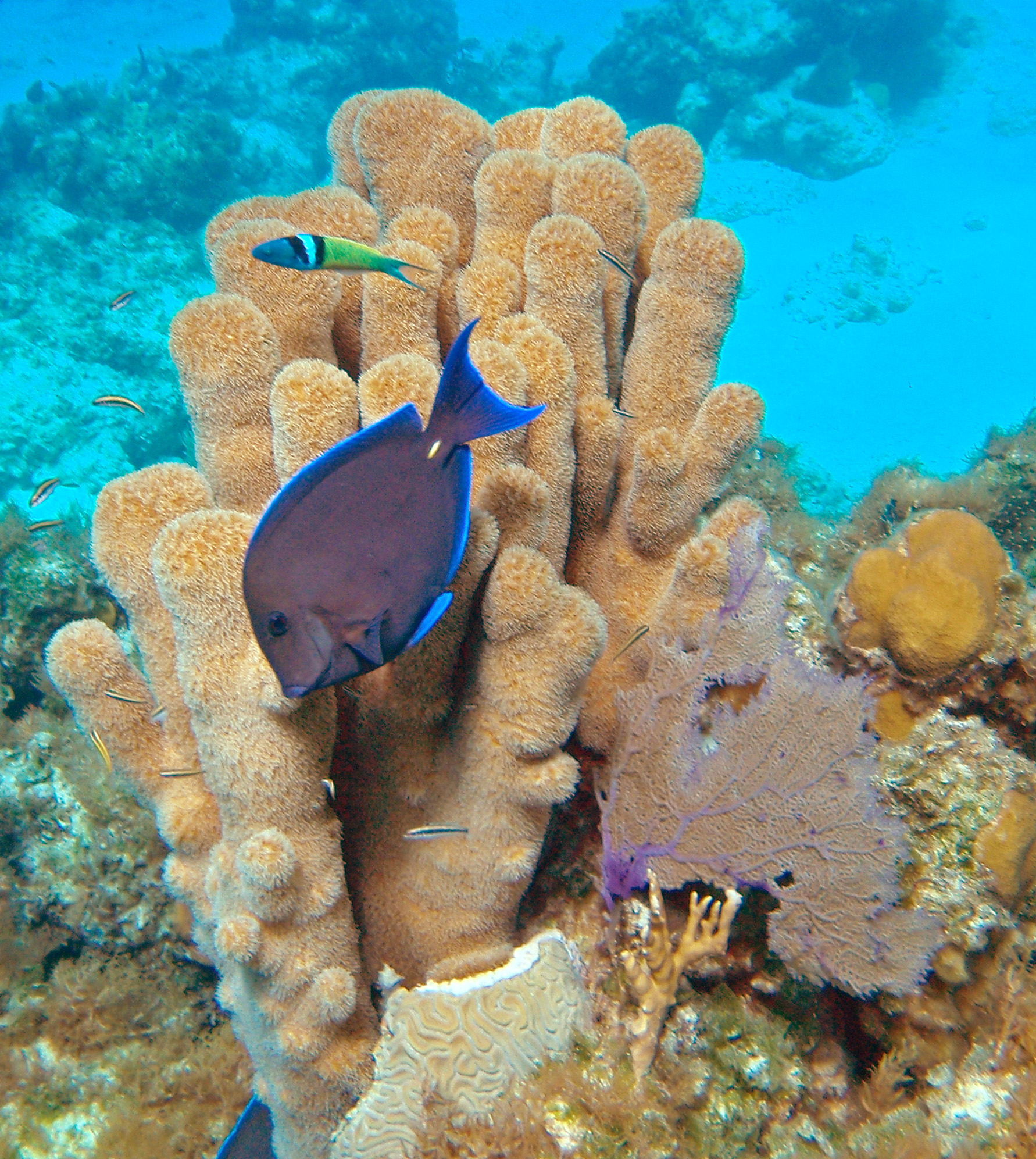
مرجان ستونی، Dendrogyra cylindricus

مَرجان دریایی یکی از جانوران ساده است که در شاخه مرجانیان و رده گُل‌سان‌زیان (آنتوزوآ) رده‌بندی می‌شود.

## پیرامون واژه
مرجان واژه‌ای عربی است. در زبان فارسی از واژهٔ وُسَد (پارسی میانه: wassad) یا بُسَد استفاده می‌شود.

## خاستگاه
مرجان‌ها تقریباً ۵۴۰ میلیون سال پیش در نتیجه همزیستی یک حیوان (یک آنتوزوآی اجدادی) و یک جلبک تک‌سلولی در بدن بعضی موجودات مرکب، بر روی زمین ظاهر شدند. در آرایه‌شناسی‌های قدیمی‌تر مرجان‌ها را در سلسله بی‌مهرگان، شاخه کیسه‌تنان (مرجان‌ها، ژله‌ماهیان، شقایق‌های دریایی و هیدرها) و رده آنتوزوا (شامل مرجان‌ها و شقایق‌های دریایی) قرار می‌دادند. مرجان‌ها معمولاً در کلنی‌های به هم فشرده‌ای شامل هزاران پولیپ منفرد و همانند زندگی می‌کنند. این گروه از جانداران، صخره‌سازان مهمی را در بر می‌گیرد که ساکن اقیانوس‌های مناطق گرمسیری هستند و برای تشکیل یک پوسته اسکلتی سخت، کربنات کلسیم ترشح می‌کنند. پولیپ مرجانی اسکلتی آهکی ترشح می‌نماید که با گذشت زمان تبدیل به صخره مرجانی می‌شود.
مرجان‌ها ترکیبی هستند از پولیپ‌های مرجانی زنده و یک میکروجلبک تک سلولی هم‌زیست به نام زوگزانتله. پولیپ‌های یک کلنی مرجانی، از نظر ژنتیکی منحصر به فرد هستند. هر پولیپ یک جانور بی‌مهره است که تنها چند میلی‌متر ضخامت و چند سانتی‌متر طول دارد. پولیپ دارای دهان مرکزی است که به حفره داخلی بدن باز می‌شود. مجموعه‌ای از تانتاکول‌ها اطراف دهان مرکزی را فرا گرفته‌اند. یک پولیپ مرجانی زندگی‌اش را به صورت یک لارو کوچک شناور آغاز می‌کند که به کوچکی سر یک سنجاق است. لارو به یک زیرساخت سخت متصل می‌شود و پس از آن دیگر هرگز تکان نمی‌خورد و خود را از طریق جوانه‌زدن تکثیر می‌کند. مرجان‌ها می‌توانند از طریق جنسی نیز تولید مثل کنند؛ پولیپ‌های مربوط به هر گونه به‌طور هم‌زمان گامت‌های خود را در طول یک تا چندین شب و معمولاً در شب‌هایی که ماه کامل است، رها می‌کنند.
برخی مرجان‌ها می‌توانند ماهی‌های کوچک و پلانکتون‌ها را با استفاده از سلول‌های نیش زننده‌ای که بر روی تانتاکول‌هایشان وجود دارد، به دام بیندازند و شکار کنند؛ با این حال اغلب مرجان‌ها بخش اعظم انرژی و مواد غذایی خود را به کمک فتوسنتز جلبک‌های تک‌سلولی همزیست به دست می‌آورند. این جلبک‌ها در داخل بافت مرجانی زندگی می‌کنند و زوگزانتله یا سیمبیودینیوم نامیده می‌شوند؛ مرجان‌های دارای زوگزانتله به نور خورشید نیاز دارند و در آب‌های شفاف و کم‌عمق -عمدتاً در اعماق کمتر از ۶۰ متر (۲۰۰ فوت) - زندگی می‌کنند. مرجان‌ها در ایجاد ساختار فیزیکی صخره‌های مرجانی که عمدتاً در آب‌های استوایی و نیمه‌استوایی واقع شده‌اند، سهم زیادی دارند؛ از جمله این ساختارها می‌توان به صخره‌های بلند مرجانی در ساحل کوینزلند در استرالیا اشاره کرد. مرجان‌هایی که با جلبک‌ها همزیستی ندارند، می‌تواند در آب‌های عمیق‌تر زندگی کنند و همراه با گونه‌های ساکن آب‌های سرد همچون سرده لوفلیا در عمق ۳۰۰۰ متری (۹۸۰۰ فوت) اقیانوس‌ها به حیات خود ادامه دهند.

## رده‌بندی
مرجان‌ها براساس تعداد تانتاکول‌ها، خطوط تقارن و یکسری ویژگی‌ها مربوط به اسکلت‌شان به دو زیررده تقسیم می‌شوند:

### مرجان‌های آبسنگ‌ساز یا مرجان‌های سخت
مرجان‌های آبسنگ‌ساز در رده مرجان‌های سخت یا اسکلراکتینیا قرار دارند و شامل آن دسته از مرجان‌های سنگی هستند که صخره‌های مرجانی را می‌سازند. آن‌ها دست کم بخشی از نیازهای انرژی خود را با کمک زوگزانتله‌ها (سیمبیودینیوم) یا همان میکروجلبک‌های فتوسنتزی هم‌زیست به دست می‌آورند. این‌گونه مرجان‌ها کلسیم کربنات ترشح می‌کنند و یک اسکلت سخت تشکیل می‌دهند. پولیپ‌ها در واقع در داخل فنجانهای کوچکی از جنس کربنات‌کلسیم قرار گرفته‌اند. تعداد زیادی از این فنجان‌ها به یکدیگر متصل می‌شوند و کلنی مرجانی را می‌سازند. از آنجا که هر پولیپ بسیار کوچک است، مرجان‌های سخت با سرعت بسیار اندکی رشد می‌کنند. آن دسته از مرجان‌های سخت که شش یا تعداد کمتری خط تقارن در ساختار بدنی خود داشته‌باشند، شش‌مرجانیان نامیده می‌شوند. این گروه شامل مرجان‌های صخره‌ساز یا اسکلراکتینیا هستند. هلیوفورا، میله فوراً و توبیفورا اسکلراکتینیا نمونه‌هایی از مرجان‌های هرماتیپیک هستند. در کارائیب، دست کم ۵۰ گونه مرجان سخت وجود دارد؛ انواع شناخته شده این مرجان‌ها عبارتند از:
- مرجان‌های مغزی که تا پهنای ۱٫۸ متر (۶ فوت) رشد می‌کنند
- مرجان‌های شاخ‌گوزنی و مرجان‌های شاخه‌ای که رشد زیاد و سریعی دارند و از جمله صخره‌سازان مهم محسوب می‌شوند. این مرجان‌ها انشعاب‌های شاخ گوزنی شکل بزرگی دارند و در نواحی جزر و مدی زندگی می‌کنند.
- مرجان‌های ستونی که ستون‌هایی با ۳ متر ارتفاع می‌سازند
- مرجان‌های لپتوپسامیا یا مرجان‌های صخره‌ای که در قسمت‌های وسیعی از دریای کارائیب یافت می‌شوند.[۵]

### مرجان‌های آهرماتیپیک
مرجان‌های آهرماتیپیک فاقد زوگزانتله هستند. آن‌ها ۸ تانتاکول دارند و معمولاً اکتوکورال نامیده می‌شوند. این دسته شامل مرجان‌های زیررده آلسیوناسس داسا و یکسری گونه‌های متعلق به راسته آنتی پاتاریا هستند. مرجان‌های آهرماتیپیک از جمله شلاق‌های دریایی، پرهای دریایی و قلم‌های دریایی به عنوان مرجان نرم نیز شناخته می‌شوند. برخلاف مرجان‌های هرماتیپیک، این دسته از مرجان‌ها نرم و انعطاف‌پذیرند، به راحتی همراه با جریان‌های آبی حرکت می‌کنند و اغلب ظاهر سوراخ سوراخ تورمانندی دارند. اسکلت آن‌ها بیشتر پروتئینی است تا کلسیمی. مرجان‌های نرم تا اندازه‌ای فراوانی کمتری نسبت به مرجان‌های سخت دارند. در دریای کارائیب ۲۰ گونه از این مرجان‌ها زیست می‌کنند.

## آناتومی
ابوریحان بیرونی اسفنج‌ها و مرجان‌ها را به عنوان جانورانی که نسبت به تماس واکنش نشان می‌دهند، دسته‌بندی کرد. با این حال، اغلب مردم تا قرن ۱۸ میلادی باور داشتند که مرجان‌ها گیاه هستند، در این زمان بود که ویلیام هرشل با استفاده از میکروسکپ نشان داد که مرجان‌ها غشا سلولی جانوری دارند.

### شکل کلنی
پولیپ‌های مرجانی از یک سیستم پیچیده و پیشرفته شامل کانال‌های معدی-عروقی برخوردارند که به آن‌ها اجازه می‌دهد مواد غذایی و همزیست‌ها را به اشتراک بگذارند. در مرجان‌های نرم، این سیستم ۲۰ تا ۵۰۰ میکرومتر عرض دارد و انتقال متابولیت‌ها و ترکیبات سلولی را امکان‌پذیر می‌کند.

### پولیپ
شکل آشنایی که از مرجان‌ها سراغ داریم، در حقیقت کلنی‌ای متشکل از بی‌شمار موجود منفرد است که پولیپ نامیده می‌شوند. هر پولیپ یک ارگانیسم پرسلولی است که از نظر ژنتیکی با دیگری تفاوت دارد؛ پولیپ معمولاً چند میلی‌متر ضخامت دارد و از یک لایه بیرونی به نام اپیتلیوم و بافت داخلی ژله مانند به نام مزوگلیا تشکیل شده‌است. اسکلت آهکی به وسیله لایه خارجی ترشح می‌شود. پولیپ‌ها تقارن شعاعی دارند؛ تانتاکول یا بازوها اطراف یک دهان مرکزی را فرا گرفته‌است؛ این دهان تنها منفذی است که به معده راه دارد و از طریق آن غذا وارد و مواد دفعی خارج می‌شود. مرجان‌ها با استفاده از یاخته گزنده یا سلوهای نیش زننده‌ای که روی این بازوها قرار دارد، اقدام به شکار می‌کنند.

### اسکلت خارجی
پولیپ مرجانی اسکلتی آهکی ترشح می‌نماید. این اسکلت را کورالیت می‌نامند و چنانچه مرجان به صورت کلنی باشد مجموعه اسکلت کورالوم نامیده می‌شود. کورالیت یک مرجان انفرادی به صورت فنجانی است که مرجان بر روی آن قرار می‌گیرد. اسکلت مرجانی ساختاری از جنس کلسیم کربنات است. پولیپ‌های مرجانی طی فرایند کلسیم‌سازی، با بهره‌گیری از یون‌های کلسیم محلول در آب دریا و گاز دی‌اکسید کربن، این اسکلت آهکی (کربنات کلسیم) را ترشح می‌کنند.
ساخت اسکلت خارجی از قسمت پایه پولیپ و با ترشح کربنات کلسیم توسط اپیتلیوم یا لایه دیواره خارجی پولیپ آغاز می‌شود و به تدریج ساختار فنجان مانندی از جنس کربنات‌کلسیم در این بخش شکل می‌گیرد که صفحه پایه‌ای یا کالیکل نامیده می‌شود. این صفحه شامل یک حلقه کلسیمی با شش برآمدگی شعاعی پشتیبان است. به تدریج با ضخیم شدن این حلقه کلسیمی و شش برآمدگی شعاعی پشتیبان همراه با آن کالیکل شکل می‌گیرد. وقتی یک پولیپ به‌طور فیزیکی تحریک می‌شود، تانتاکول‌ها منقبض می‌شوند و به داخل کالیکس فرومی‌روند؛ بنابراین در حقیقت هیچ بخشی در بالای صفحه اسکلتی بی حفاظ نمی‌ماند. این امر ارگانیسم را از شکارچی‌ها و سایر عوامل محافظت می‌کند.
پولیپ از طریق رشد و توسعه کالیکل‌های عمودی رشد می‌کند. در طول چندین نسل، این نحوه رشد منجر به ایجاد ساختارهای کلسیمی بزرگی از مرجان‌ها شده و در نهایت صخرهای مرجانی را می‌سازد.
پولیپ‌ها کلسیم و یون کربنات را از آب دریا به دست می‌آورند و با استفاده از آن‌ها آراگونیت می‌سازند که به تدریج ته‌نشین شده و اسکلت کلسیمی را شکل می‌دهد. نرخ ته نشست در بین گونه‌های مختلف و در شرایط محیط زیستی مختلف متفاوت است، اما معمولاً به ۱۰ گرم در هر متر مربع در هر روز می‌رسد. این فرایندی وابسته به نور است و در طول شب میزان ساخت اسکلت کربناته ۹۰ درصد کمتر از میانه‌های روز است.

### تانتاکول‌ها
یاخته‌گزنده‌هایی بر روی تانتاکول‌ها وجود دارند که حاوی سم هستند؛ این سم در هنگام تماس با یک موجود دیگر به سرعت آزاد می‌شود. تانتاکول‌ها همچنین حاوی دسته‌ای عضلات قابل انقباض از اپیتلیوم هستند که فارینکس یا حلق نامیده می‌شود. ژله ماهیان و شقایق‌های دریایی نیز نماتوسیت دارند.

### سیستم عصبی
سلول‌های اپیدرمی تغییر یافته یا نورون‌ها که حاوی اجسام بلند، نازک و رشته مانندی است که نئوریت نامیده می‌شود، با یکدیگر سیناپس تشکیل داده و یک شبکه عصبی ابتدایی تشکیل می‌دهند. مرجان‌ها و سایر کینداریا دو شبکه مجزا دارند: شبکه انتقال سریع پیام و انتقال آهسته پیام. اعتقاد بر این است که مرجان‌ها یکی از اولین جانورانی هستند که چنین شبکه‌ای را توسعه داده‌اند. اسفنج‌ها کانال‌های یونی دارند و DNA آن‌ها در مورد تولید نورون‌ها غیرفعال است اما مرجان‌ها این ساختارهای نورونی را به‌طور کامل شکل داده‌اند.

## بوم‌شناسی

### تغذیه
مرجان‌ها دو نوع سیستم تغذیه اتوتروفی و هتروتروفی بهره می‌برند. در تغذیه اتوتروفی جلبک همزیست یا زوگزانتله برای انجام فتوسنتز از مواد مازاد متابولیکی مرجان (دی‌اکسید کربن و مواد زائد نیتروژن‌دار) استفاده کرده و با تولید مواد آلی، اکسیژن و انرژی را در اختیار مرجان قرار می‌دهد.
در تغذیه هتروتروفی، مرجان‌ها با استفاده از تانتاکول‌های خود زئوپلانکتون‌ها را به دام می‌اندازند یا با ترشح موکوس و همچنین از طریق گسترش فیلامنت‌های خود به بستر اطرافشان تغذیه می‌کنند.
پولیپ‌ها می‌توانند از انواع مختلفی موجود کوچک از پلانکتون‌های غوطه‌ور در آب تا ماهی‌های کوچک تغذیه کنند. تانتاکول‌ها صید را با استفاده از نماتوسیت‌هایش (که کنیدوسیت هم نامیده می‌شود) بی حرکت می‌کند یا می‌کشد. سپس تانتاکول‌ها منقبض می‌شوند تا شکار را به داخل معده منتقل کنند. وقتی طعمه هضم و گوارش می‌شود، معده مجدداً باز می‌شود تا مواد زاید را دفع کند و چرخه شکار دوباره آغاز شود. مرجان‌ها موجوداتی فیلترکننده هستند و می‌توانند با جمع‌آوری ملکول‌های آلی و ملکول‌های آلی نامحلول، آب را تصفیه نمایند.

### همزیست‌های درون‌سلولی
بسیاری از مرجان‌ها همچون سایر اعضا کینداریا از جمله آپتزیا (یک نمونه از شقایق‌های دریایی) یک رابطه همزیستی با رده‌ای از جلبک‌ها به نام زوگزانتله، جنی سیمبیودینیوم، یا دینوفلاژله برقرار می‌کنند. معمولاً هر پولیپ به یک گونه جلبک پناه می‌دهد. این جلبک‌ها فتوسنتز می‌کنند و انرژی مورد نیاز را برای مرجان فراهم می‌سازند؛ آن‌ها در فرایند کلسیم‌سازی نیز همکاری دارند. ۳۰ درصد از بافت یک پولیپ مرجانی را ماده گیاهی یا جلبک تشکیل می‌دهد.
در این رابطه همزیستی، جلبک در عوض از یک پناهگاه امن برای زندگی برخوردار است و دی‌اکسید کربن و نیتروژن مازاد مرجان را مورد استفاده قرار می‌دهد. به دلیل فشاری که وجود جلبک‌ها بر مرجان اعمال می‌کند، افزایش استرس می‌تواند مرجان را وادارد که جلبک‌ها را بیرون برانند. دفع یکبارهٔ جلبک‌ها، به عنوان سفیدشدگی یا بلیچینگ مرجان شناخته می‌شود، زیرا جلبک در ایجاد رنگ قهوه‌ای در مرجان نقش دارد. سایر رنگ‌ها در مرجان‌ها ناشی از رنگدانه‌های میزبان همچون پروتئین‌های سبز فلورسانس (GFPs) است. دفع جلبک‌ها به‌طور کوتاه مدت شانس پولیپ‌های مرجانی را برای زنده ماندن در شرایط استرس‌زا افزایش می‌دهد. پولیپ‌ها بعداً می‌توانند جلبک‌ها را دوباره به دست بیاورند که می‌تواند از یک گونه متفاوت با جلبک‌های پیشین باشد. اما اگر استرس ادامه پیدا کند، پولیپ نهایتاً می‌میرد.

## تولیدمثل
مرجان‌ها می‌توانند تک‌جنسی یا دوجنسی (نرماده) باشند، و در هر یک از این دو حالت می‌توانند تولیدمثل جنسی و تولیدمثل غیرجنسی داشته‌باشند. تولیدمثل این امکان را برای مرجان‌ها فراهم می‌کند که در نواحی جدید ساکن شوند.

### تولیدمثل جنسی
مرجان‌ها عمدتاً تولیدمثل جنسی دارند. حدود ۲۵ درصد از مرجان‌های آبسنگ‌ساز (مرجان‌های سنگی) کلنی‌های تک‌جنسی دارند در حالی که بقیه دوجنسی هستند.

### پراکنده‌سازها
حدود ۷۵ درصد از مرجان‌های هرماتیپیک گامت‌های خود را به داخل آب رها می‌کنند تا زاده‌های خود را پراکنده کنند. گامت‌ها در طول لقاح به هم می‌پیوندند و یک لارو میکروسپکی به نام پلانولا می‌سازند که معمولاً صورتی رنگ و کروی شکل است. یک کلنی مرجانی معمولی در هر سال هزاران لارو تولید می‌کند تا شانس تولید یک کلنی جدید را برای خود به حداکثر برساند.
رها کردن هم‌زمان تخم‌ها امری بسیار رایج در زیستگاه صخره‌های مرجانی است؛ اغلب حتی در جاهایی که کلنی‌هایی از چندین گونه مختلف حضور دارند، تمام مرجان‌ها تخمک و اسپرم خود را در یک شب در آب رها می‌کنند. این همزمانی ضروری است تا گامت‌های نر و ماده بتوانند یکدیگر را بیابند. مرجان‌های متعلق به گونه‌های مختلف برای تعیین زمان مناسب برای رهاسازی گامت‌ها، به عوامل زیست‌محیطی وابسته‌اند. این عوامل شامل تغییرات دما، چرخه‌های ماه، طول روز و پیام‌های شیمیایی احتمالی است. تخم‌ریزی هم‌زمان منجر به تکیل هیبریدها می‌شود و می‌تواند در گونه‌زایی مرجان مؤثر باشد. عامل بلاواسطه و فوری که منجر به تخم‌ریزی مرجان‌ها می‌شود اغلب غروب خورشید است. تخم‌ریزی نمایشی مهیج است، در این زمان، ابری از گامت، آب شفاف را در بر می‌گیرد.

### بچه‌زایی
گونه‌های بچه‌زا معمولاً مرجان‌های نرم یا آهرماتیپیک (غیر آبسنگ‌ساز) هستند که در مناطقی با جریان‌های شدید زیست می‌کنند. آن‌ها تنها اسپرم رها می‌کنند که شناور هستند و به سمت مرجان‌هایی که تخمک لقاح نیافته را هفته‌ها با خود حمل کرده‌اند، حرکت می‌کنند. حتی در این‌گونه‌ها نیز گاهی رهاسازی اسپرم‌ها به‌طور هم‌زمان صورت می‌گیرد. بعد از لقاح، مرجان‌ها پلانولا را رهاسازی می‌کنند که آماده برای نشستن است.

### پلانولا
پلانولا نورگرایی مثبت از خود نشان می‌دهد و به سمت نور شنا می‌کند تا به سطح آب برسد. این موجودات در سطح آب رشد می‌کنند و سپس در جستجوی سطح سختی که بتوانند به آن بچسبند و یک کلنی تازه تشکیل دهند، به اعماق آب می‌روند. آن‌ها همچنین صداگرایی مثبت دارند و دور از آب‌های آزاد، به سمت صداهایی که از صخره‌ها سرچشمه می‌گیرند حرکت می‌کنند. نرخ بالای مرگ و میر و عدم موفقیت، بسیاری از این مراحل را نیمه تمام باقی می‌گذارد، لذا با وجود این که میلیون‌ها گامت به داخل آب رهاسازی می‌شود، در نهایت کلنی‌های جدید اندکی شکل می‌گیرند. از زمان پراکنش تخم‌ها تا نشست آن، معمولاً دو تا سه روز طول می‌کشد، اما این زمان می‌تواند تا دو ماه افزایش یابد. لارو به پولیپ تبدیل می‌شود و در نهایت کلنی مرجانی با جوانه‌های غیرجنسی تشکیل می‌شود که به تدریج شروع به رشد می‌کند.

### تولیدمثل غیرجنسی
در یک کلنی مرجانی، پولیپ‌ها که از نظر ژنتیکی منحصر به فرد هستند، به‌طور غیرجنسی و از طریق جوانه زدن، تقسیم طولی و تقسیم عرضی تولیدمثل می‌کنند. جوانه زدن شامل جداشدن یک پولیپ کوچک‌تر از یک کلنی بالغ است. پولیپ تازه رشد می‌کند و بخش‌های مختلف بدن خود را شکل می‌دهد.
جوانه زدن به دو صورت انجام می‌پذیرد:
- درون تانتاکولی - از صفحه دهانی، با تولید پولیپ‌های هم اندازه در داخل حلقه تانتاکول‌ها
- خارج تانتاکولی- از پایه، با تولید یک پولیپ مشابه

تقسیم طولی منجر به تولید دو پولیپ می‌شود که هر کدام به بزرگی پولیپ اصلی هستند. تقسیم طولی وقتی رخ می‌دهد که یک پولیپ بزرگ می‌شود و سپس حفره بدنی خود را به دو قسمت تقسیم می‌کند. این امر درست مانند زمانی است که یک کنده چوب به‌طور طولی از وسط دو نیم می‌شود. دهان نیز تقسیم می‌شود و تانتاکول‌های جدید به وجود می‌آیند. دو پولیپ جدید سپس اندام‌های از دست رفته و اسکلت خارجی از دست رفته‌شان را بازسازی و تولید می‌کنند. در تقسیم عرضی، پولیپ‌ها و اسکلت خارجی به‌طور عرضی به دو قسمت تقسیم می‌شوند. این به این معنی است که یک قسمت صفحه انتهایی و قسمت دیگر صفحه دهانی را دارد. پولیپ‌های جدید باید به‌طور جداگانه بخش‌های ازدست‌رفته را بسازند.
تولیدمثل غیرجنسی چندین فایده برای این کلنی‌های چسبیده دارد:
- در این حالت نرخ تولید مثل بالاست و بهره‌برداری سریع از زیستگاه‌ها را به دنبال دارد.
- چنین رشدی منجر به افزایش بیومس بدون کاهش نسبت سطح به حجم می‌شود.
- بخش‌های جدید می‌توانند جای بخش‌های مرده را بگیرند، لذا مرگ و میر کلون را کاهش داده و قلمرو کلنی را حفظ می‌کنند.
- پراکنش کلون‌ها به موقعیت‌های دور، مرگ و میر کلون بر اثر تهدیدها و آسیب‌های را محلی کاهش می‌دهد

## صخره‌ها
مرجان‌های سنگی هرماتیپیک، اغلب در صخره‌های مرجانی یافت می‌شوند. این ساختارهای بزرگ کربنات‌کلسیمی به‌طور کلی در آب‌های شفاف نواحی استوایی یافت می‌شوند. صخره‌ها از اسکلت‌های مرجانی ساخته می‌شوند و با لایه‌ای از کربنات کلسیم که توسط جلبک‌های همزیست با مرجان تولید می‌شود، کنارهم نگه داشته می‌شوند. صخره‌ها، اکوسیستم‌ها یا زیستگاه‌های بسیار متنوعی هستند و بیش از ۴ هزار گونه از ماهی، تعداد زیادی از کینداریا، حلزون‌ها، خرچنگ‌ها و بسیاری جانوران دیگر در فضای امنی که مرجان‌ها می‌سازند، زندگی می‌کنند.

## تاریخچه تکاملی
هر چند مرجان‌ها اولین بار، تقریباً ۵۴۲ میلیون سال پیش در دوره کامبرین پدیدار شدند، اما فسیل‌های آن‌ها تا۱۰۰ میلیون سال بعد در دوره اردویسین که مرجان‌های مسطح و چین‌دار در همه جا گسترده شدند، به شدت کمیاب‌اند.
مرجان‌های مسطح در سنگ‌های آهکی و صفحات کلسیمی دوره‌های اردویسین و سیلورین وجود داشتند و معمولاً همراه با مرجان‌های چین‌دار پشته‌های کوتاه یا توده‌های شاخه شاخه تشکیل می‌دادند. تعداد این مرجان‌ها در اواسط دوره سیلورین شروع به کاهش نمود و در پایان پرمین یعنی ۲۵۰ میلیون سال پیش با انقراض مواجه شدند. اسکلت مرجان‌های صفحه‌ای از نوعی کربنات‌کلسیم به نام کلسیت تشکیل شده‌است.
مرجان‌های چین‌دار در اواسط دوره سیلورین رو به ازدیاد گذاشته و خیلی زود در دوره تریاسه منقرض شدند. این مرجان‌ها به شکل‌های منفرد یا در قالب کلنی زندگی می‌کردند و آن‌ها نیز از کلسیت تشکیل شده‌بودند.
مرجان‌های اسکلراکتینیا، فضاهایی را که توسط گونه‌های منقرض شده صفحه‌ای و چین‌دار خالی شده‌بود را اشغال کردند. تعداد کمی از فسیل‌های آن‌ها در صخره‌های مربوط به دوران تریاسه یافت می‌شود، این‌گونه‌ها بعدها در دوره ژوراسیک و دیگر دوره‌ها فراوان شدند. اسکلت اسکلراکتینیا از نوعی کربنات‌کلسیم به نام آراگونیت تشکیل شده‌است. هر چند این‌گونه‌ها از نظر زمین‌شناختی جوان‌تر از مرجان‌های صفحه‌ای و چین‌دار هستند، اما اسکلت آراگونیتی آن‌ها ماندگاری کمتری دارد و لذا فسیل‌های مربوط به آن‌ها نیز خیلی کامل نیستند.

## وضعیت فعلی مرجان‌ها

### تهدیدها
صخره‌های مرجانی در همه جای جهان در شرایط استرس‌زا قرار دارند. معدن‌کاوی، کشاورزی، روان آب‌های شهری، آلودگی (آلی و غیرآلی)، صید بی‌رویه ماهی‌ها، بیماری‌ها، حفر کانال و افزایش دسترسی به جزیره‌ها و خلیج‌ها از جمله تهدیدهای منطقه‌ای است که اکوسیستم‌های مرجانی را تحت تأثیر قرار می‌دهد. خطرات جهانی شامل افزایش دما و افزایش سطح آب دریاها، تغییرات pH به دلیل اسیدی شدن اقیانوس‌ها و انتشار گازهای گلخانه‌ای است. در ۱۹۹۸، ۱۶ درصد از صخره‌های مرجانی جهان به دلیل افزایش دمای آب از بین رفتند.
تخمین‌های کلی نشان می‌دهد که نزدیک به ۱۰ درصد از صخره‌های مرجانی جهان به‌طور کامل نابود شده‌اند و حدود ۶۰ درصد از صخره‌های جهان به دلیل فعالیت‌های انسانی در خطر قرار دارند. آسیب به صخره‌های مرجانی به ویژه در جنوب‌شرقی آسیا با شدت بیشتری رو به روست. در این ناحیه ۸۰ درصد از صخره‌ها در خطر انقراض قرار دارند. براساس پیش‌بینی‌ها، بیش از ۵۰ درصد از صخره‌های مرجانی جهان تا سال ۲۰۳۰ تخریب خواهند شد و در نتیجه بسیاری از دولت‌ها مجبور می‌شوند با استفاده از قوانین زیست‌محیطی به حفاظت از آن‌ها بپردازند.
تغییرات دمای آب بیشتر از ۱ تا ۲ درجه سانتی‌گراد (۱٫۸–۳٫۶ فارنهایت) یا تغییرات شوری می‌تواند منجر به مرگ برخی گونه‌های مرجانی شود. تحت چنین استرس‌های محیطی، مرجان‌ها، جلبک‌های همزیست را دفع می‌کنند. بدون آنها، بافت‌های مرجانی رنگ سفید اسکلت را آشکار می‌کنند، این پدیده به نام سفیدشدگی یا بلیچینگ مرجان شناخته می‌شود.

### حفاظت
معرفی مناطق حفاظت‌شده دریایی (MPAs)، ذخیره‌گاه‌های زیست‌کره، پارک‌های دریایی، میراث طبیعی جهانی و ملی، مدیریت صید و حفاظت از زیستگاه‌ها می‌تواند صخره‌ها را از آسیب‌های انسانی حفظ کند.
بسیاری از دولت‌ها در حال حاضر انتقال هر گونه مرجان از صخره‌ها را ممنوع کرده‌اند، و به ساکنان محلی در ارتباط با حفاظت و بوم‌شناسی صخره‌ها اطلاع‌رسانی می‌کنند. با اقدامات محلی همچون حفاظت زیستگاه و حمایت از علفخواران دریایی می‌توان نرخ آسیب‌های محلی را کاهش داد.
به منظور ممانعت از تخریب مرجان‌ها در نواحی بومی، طرح‌هایی برای کشت مرجان‌ها در کشورهای غیر استوایی آغاز شده‌است.

## ارتباط با انسان‌ها
اقتصاد محلی در مناطق نزدیک به صخره‌های بزرگ مرجانی، از تعداد فراوان ماهی و سایر موجودات دریایی که به عنوان منبع غذایی مورد استفاده قرار می‌گیرند، سود بسیاری می‌برد. صخره‌ها همچنین منجر به توسعه فعالیت‌های تفریحی و گردشگری همچون غواصی اسکوبا و اسنورکلینگ می‌شوند. این فعالیت‌ها می‌توانند به مرجان‌ها آسیب بزنند ولی پروژه‌های بین‌المللی همچون گرین فینز وجود دارند که مراکز غواصی و اسنورکلینگ را ترغیب می‌کند که قوانینی که به منظور به حداقل رساندن این آسیب‌ها تهیه شده‌اند را رعایت نمایند.
مرجان‌های زنده به شدت برای کشت در آکواریوم‌ها مورد کندوکاو قرار می‌گیرند. مرجان‌های نرم نسبت به مرجان‌های سخت با سادگی بیشتری در اسارت رشد کشت داده می‌شوند.

### جواهرسازی
رنگ‌های متنوع مرجان‌ها باعث می‌شود برای گردنبند و سایر جواهرات جذابیت داشته باشند. مرجانهای بسیار قرمز سنگهای قیمتی ارزشمندی هستند. مرجان‌های سرخ بسیار کمیاب اند زیرا بیش از حد برداشت می‌شوند.
مرجان سرخ در همه زمان‌ها یک کانی قیمتی حساب می‌شده‌است. «چینی‌ها به دلیل رنگ آن و شباهتش به شاخ گوزن، مرجان قرمز را با خوشبختی و طول عمر (و در نتیجه؛ اعتبار، عمر طولانی و رتبه بالا) منتسب می‌کرده‌اند. این جواهر در زمان مانچو یا سلسله چینگ (۱۹۴۴–۱۶۴۴) به اوج محبوبیت خود رسید یعنی زمانی که تقریباً به‌طور انحصاری برای استفاده امپراتور (یا در شکل دانه‌های مرجانی (اغلب همراه با مروارید) یا به عنوان درختان معدنی میناتوری تزئینی) استفاده می‌شد. مرجان در زبان چینی شانو نامیده می‌شود.»
کلمه مرجان دو بار در قرآن به عنوان جواهر نقل شده‌است. بار اول در سوره رحمان آیه ۲۲ «یَخْرُ‌جُ مِنْهُمَا اللُّؤْلُؤُ وَالْمَرْ‌جَانُ: از آن دو دریا لؤلؤ و مرجان گرانبها بیرون آید.» و بار دوم در همان سوره آیه ۵۸ «کَأَنَّهُنَّ الْیَاقُوتُ وَالْمَرْ‌جَانُ: آن زنان حور العین (در صفا و لطافت) گویی یاقوت و مرجانند.»
در ادبیات فارسی نیز بدین معنی بسیار آمده‌است. برای نمونه شعر زیر از بوستان سعدی را ببینید:
سواران پی دُرّ و مرجان شدند
ز سلطان به یغما پریشان شدند.

### پزشکی
در پزشکی، ترکیبات شیمیایی حاصل از مرجان برای درمان سرطان، ایدز، تسکین درد و سایر موارد استفاده می‌شوند. اسکلت برخی مرجان‌ها برای پیوند استخوان در انسان مورد استفاده قرار می‌گیرند. کربنات‌کلسیم مرجان که در سانسکریت به نام پراوال بهاسما شناخته می‌شود در سیستم پزشکی سنتی کاربرد وسیعی دارد و به عنوان مکمل در درمان تعداد زیادی از اختلالات متابولیتی استخوان که با کمبود کلسیم همراه است، به کار می‌رود.

### ساختمان‌سازی
آهک تولید شده در صخره‌های مرجانی به عنوان بلوک ساختمانی مورد استفاده قرار می‌گیرد. این بلوک‌ها که به نام کارول رگ شناخته می‌شوند، در مناطقی همچون سواحل شرقی آفریقا، از جمله مواد ساختمانی محلی مهم هستند.

### پژوهش‌های آب و هوا
حلقه‌های رشد سالیانه در مرجان‌های بامبو دریاهای عمیق و دیگر مرجان‌ها، احتمالاً یکی از اولین نمایه‌های اقیانوسی هستند که می‌توانند اثرات اسیدی شدن اقیانوس‌ها را نشان بدهند. تعدادی از مرجان‌ها، حلقه‌های رشدی مشابه با حلقه‌های رشد درختان تولید می‌کنند و می‌توانند تغییرات رخ داده در شرایط محیطی اعماق دریاها و اقیانوس‌ها را به نمایش بگذارند. با استفاده از این ابزار، زمین‌شناسان به گونه‌ای تاریخ‌نگاری دست پیدا می‌کنند که رکوردهای دقیقی از تغییرات آب و هوا و محیط‌زیست در گذشته به دست می‌دهد.
افزایش دمای آب در نواحی استوایی (۱ درجه سانتی گراد) در طول یک قرن اخیر باعث بروز سفیدشدگی‌های بزرگ مقیاس مرجان‌ها، مرگ و در نتیجه کاهش جمعیت آن‌ها شده‌است؛ هر چند این موجودات می‌توانند سازش پیدا کرده و به شرایط آب و هوایی جدید خو کنند، اما هیچ اطمینانی در این باره وجود ندارد که فرایندهای تکاملی به اندازه کافی به سرعت رخ می‌دهند که بتواند از کاهش تعداد آن‌ها جلوگیری نماید.

### آکواریوم
تمایل به سرگرمی‌های مرتبط با نگهداری ماهی‌های آب شور در سال‌های اخیر به شدت رو به افزایش است. تانک‌های صخره‌ای شامل مقادیر زیادی صخره‌های زنده هستند که مرجان‌ها می‌توانند بر روی آن‌ها رشد کنند. این تانک‌ها هم در وضعیتی مشابه با شرایط طبیعی و همراه با جلبک‌های زنده نگه‌داری می‌شوند و هم به صورت تانک‌های نمایشی با صخره‌هایی که کاملاً عاری از جلبک و فون میکروبی هستند تا مرتب و تمیز به نظر برسند.
رایج‌ترین نوع مرجان‌ها که نگه‌داری می‌شوند، مرجان‌های نرم خصوصاً زوآنتید و مرجان‌های قارچی هستند که در شرایط مختلف به سادگی قادر به رشد و تکثیرند.

### کشت آبی
کشت آبی مرجان‌ها که به عنوان مزرعه مرجانی یا پرورش مرجان نیز شناخته می‌شود، شامل کشت مرجان‌ها با اهداف تجاری یا با هدف حفاظت از مرجان‌هاست. صخره‌های مرجانی در تمام نقاط جهان رو به کاهش هستند و کشت آبی یکی از روش‌های مؤثر برای بازیابی آنهاست. در این فرایند، زاده‌های اولیه مرجان‌ها در قلمستان‌ها رشد داده‌شده و سپس مجدداً بر روی صخره‌های طبیعی کاشته می‌شوند. معمولاً زارعانی که در نزدیکی صخره‌ها زندگی می‌کنند، به منظور حفاظت یا کسب درآمد اقدام به کشت مرجان‌ها می‌کنند. علاوه بر این، دانشمندان با اهداف تحقیقاتی، بازرگانان به منظور تجارت و آکواریوم‌داران به عنوان سرگرمی مرجان‌ها را پرورش می‌دهند.

### کم‌کردن اثرات گازهای گلخانه‌ای
زمانی که مرجان‌ها برای ساخت اسکلت خود، کربنات‌کلسیم ترشح می‌کنند، میزان اشباع کربنات در دریاها کاهش پیدا می‌کند. این امر موجب می‌شود که دی‌اکسید کربن موجود در هوا در دریا حل شده و در نهایت دی اکسیدکربن اتمسفر با کاهش مواجه شود؛ این فرایند اثرات گازهای گلخانه‌ای را کاهش می‌دهد.

## مرجان‌های ایران
مرجان‌ها در آب‌های ایرانی خلیج‌فارس، تا اندازه زیادی محدود به جزیره‌ها هستند. بیش‌ترین مناطق مرجانی ایران در خلیج‌فارس در اطراف جزایر خارک و خارکو در شمال و اطراف جزایر جنوبی بین لاوان تا هرمز از جمله جزایر هندورابی، کیش، فارور، بنی‌فارور، سیری، لارک، هنگام، تنب کوچک و بزرگ، بوموسی و قشم واقع شده‌اند. آبسنگ‌های مرجانی ایران عمدتاً از نوع حاشیه‌ای بوده و از شمال غرب به جنوب شرق خلیج‌فارس، در اطراف ۱۶ جزیره و دو منطقه ساحلی، یعنی خلیج نایبند و خلیج چابهار رشد کرده‌اند.
آب‌سنگ‌های مرجانی ایران به دلیل قرار گرفتن در منطقه‌ای با شرایط زیست‌محیطی نه چندان مناسب برای رشد و زندگی نظیر عمق کم، نوسان‌های شدید درجه حرارت از ۱۲ درجه سانتی‌گراد در زمستان تا بیش از ۴۰ درجه سانتی‌گراد در تابستان، شوری زیاد و تردد کشتی‌های نفت‌کش، از نظر بوم‌شناختی تحت‌فشار قرار گرفته و در آستانه تحمل بوم‌شناسی خود قرار دارند. این شرایط منحصر به فرد محدودیت‌هایی را برای جوامع مرجانی به وجود آورده و باعث کاهش تنوع گونه‌ای مرجان‌های سخت این منطقه در مقایسه با اقیانوس هند شده‌است. ترکیب گونه‌ای جوامع اساساً با جوامعی که معمولاً در صخره‌های نواحی هندوآرام (اقیانوس هند و اقیانوس آرام) یافت می‌شوند متفاوت است و تنها ۱۰ درصد از مرجان‌های نواحی هندوآرام در خلیج فارس مشاهده می‌شوند. از طرفی این شرایط باعث می‌شود مرجان‌های سخت این منطقه، نسبت به سایر نقاط دنیا شرایط حادتری را تحمل کنند؛ به‌طوری‌که مرجان‌های خلیج فارس در مقایسه با دیگر نقاط اقیانوس هند مقاوم‌تر هستند.
در خلیج‌فارس نرخ تخریب و خسارت وارده به آبسنگ‌های مرجانی به دلیل فعالیت‌های انسانی گسترده و کنترل نشده بسیار شدیدتر از نرخ متوسط جهانی است. طبق گزارش‌های سازمان ملل متحد در چند دهه اخیر بیش از ۷۰ درصد سواحل مرجانی کشورهای حوزه خلیج فارس و دریای عمان از جمله ایران نابود شده‌است که عمده دلایل آن آلودگی‌های نفتی و پیشروی ساخت و سازهای ساحلی در داخل دریا بوده‌است. میان استخراج و بهره‌برداری و حمل و نقل نفت بیش‌ترین نقش را در تخریب سواحل مرجانی دارد.
بیش‌ترین میزان تخریب سواحل مرجانی ایران در جزیره‌های لاوان، کیش و نایبند بوده‌است. نایبند با از دست دادن ۴۲ درصد پوشش مرجانی بالاترین میزان تخریب مرجان‌ها را در سواحل ایران به خود اختصاص داده‌است؛ در این منطقه به علت توسعه صنایع نفت و گاز «طرح توسعه پارس جنوبی»، رسوب‌گذاری و آلودگی‌های نفتی و شیمیایی در منطقه به شدت بالا رفته‌است و در چند سال اخیر این توسعه به علت نادیده گرفتن اصول و قوانین زیست‌محیطی به قیمت نابودی ده‌ها هزار هکتار از سواحل مرجانی خلیج نایبند تمام شده‌است. در خارک و خارکو علاوه بر عوامل یادشده، آلودگی نفتی ناشی از فعالیت شرکت نفت باعث ایجاد سطوح بالای هیدروکربن‌های نفتی و نابودی آبسنگ‌های مرجانی شده‌است. مرجان‌های جزیره قشم نیز عمدتاً بر اثر توسعه بی‌رویه، ورود فاضلاب‌های صنعتی و شهری و هجوم انواع آلاینده‌ها به درون دریا دچار مرگ تدریجی شده‌اند. مرجان‌های جزیره فارور، لاوان و هندورابی به علت برداشت‌های غیرقانونی توسط صیادان و افراد سودجو در قسمت‌های وسیعی بافت خود را از دست داده‌اند. در منطقه چابهار نیز به دلیل فعالیت‌های اسکله‌سازی، شمع‌کوبی و لایروبی قسمت اعظم مرجان‌ها از بین رفته‌اند. سالم‌ترین صخره‌های مرجانی در بخش‌های ایرانی در اطراف جزایر خارک و خارکو در بخش شمالی و اطراف جزایر جنوبی از لاوان تا هرمز یافت می‌شوند.

## نگارخانه

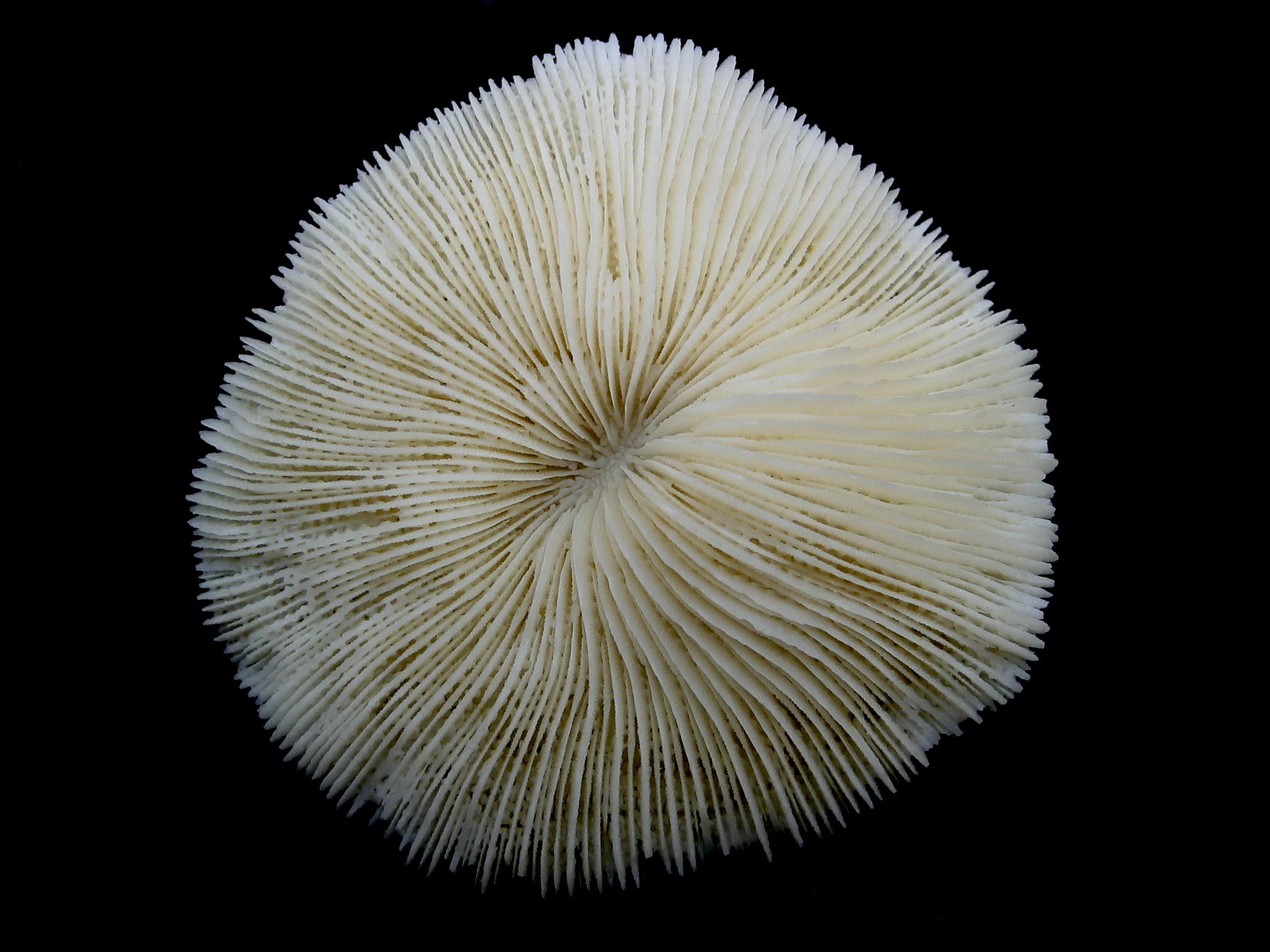
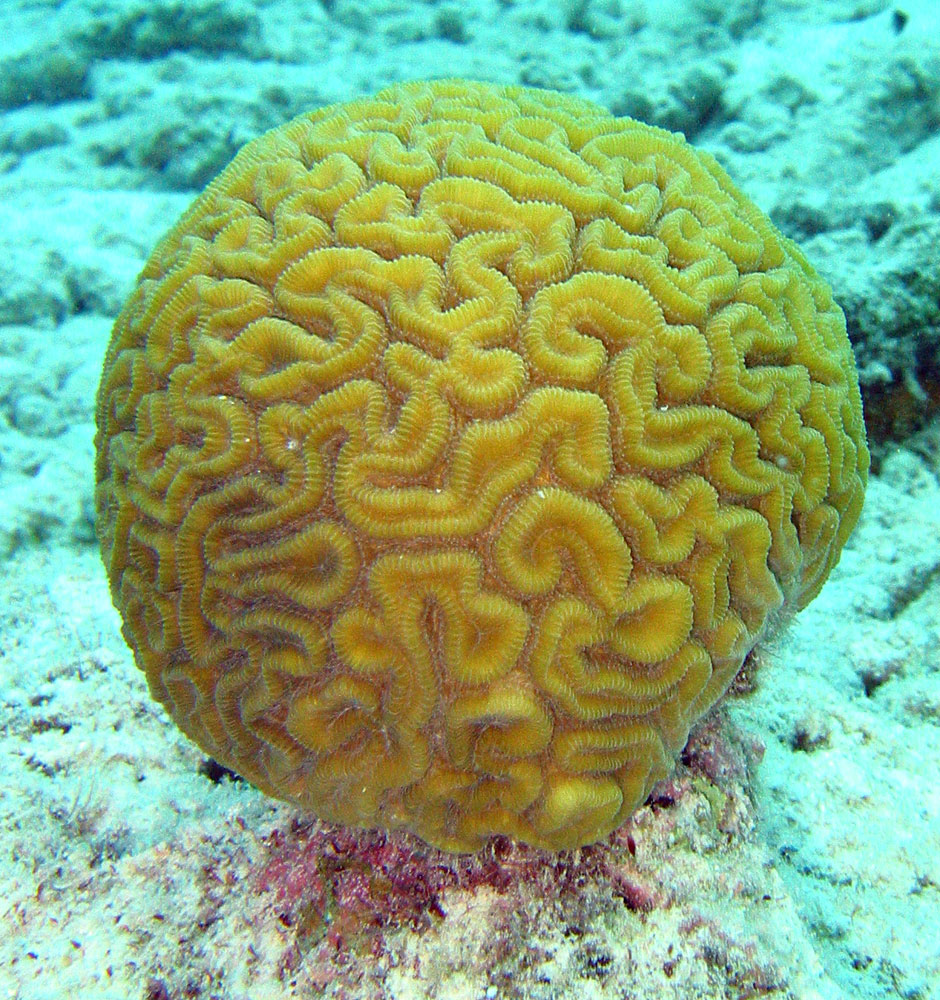
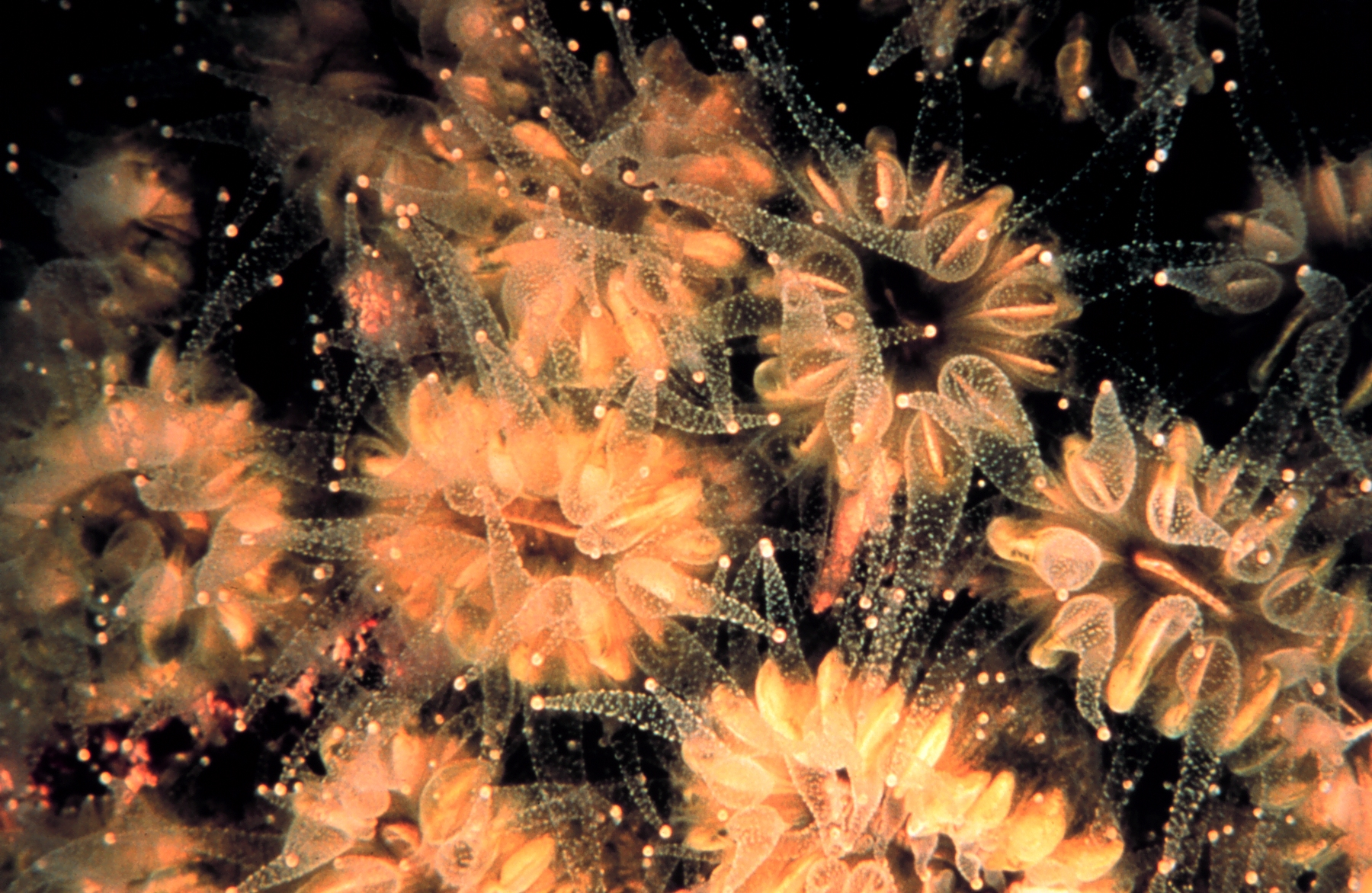
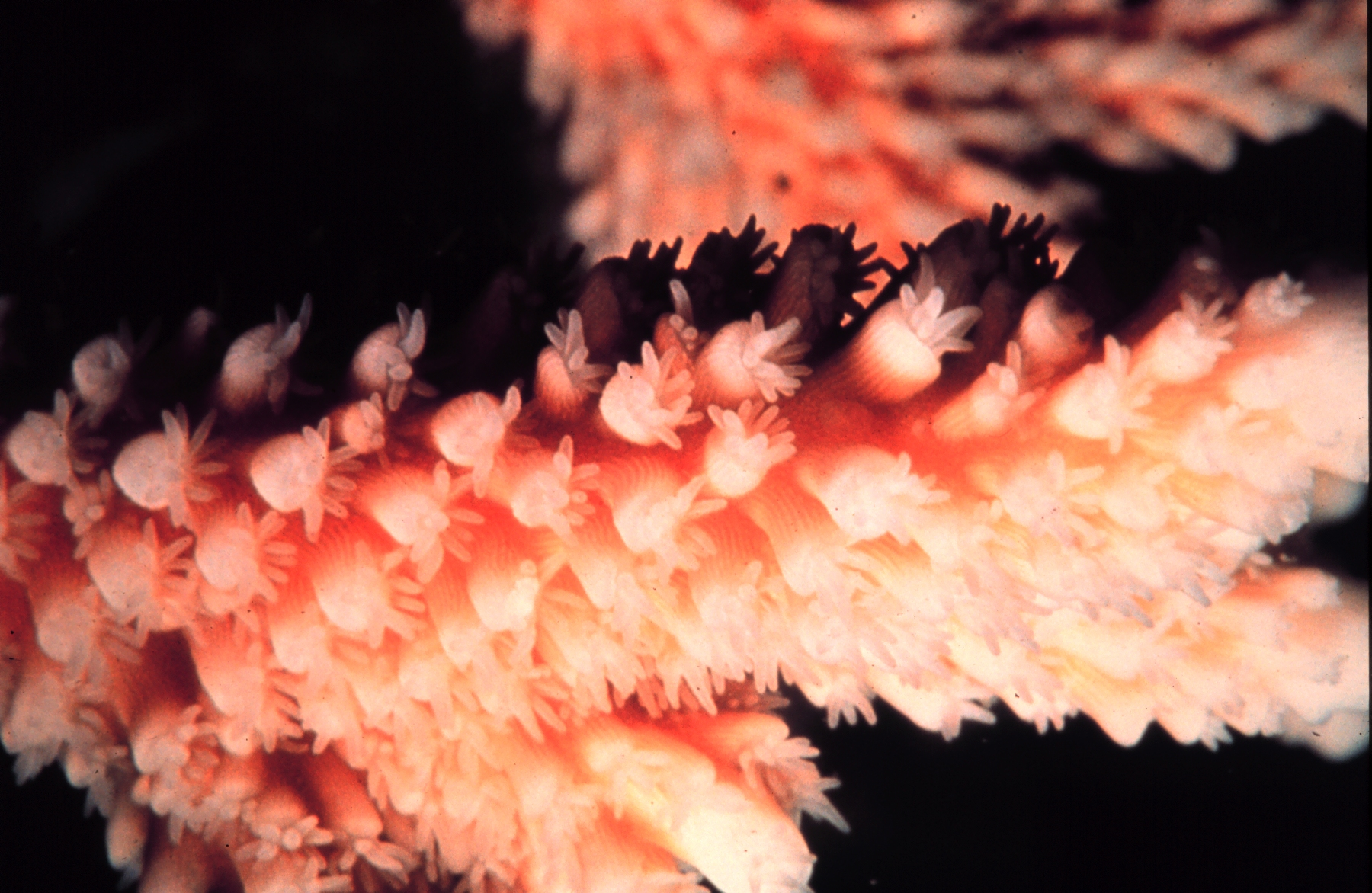
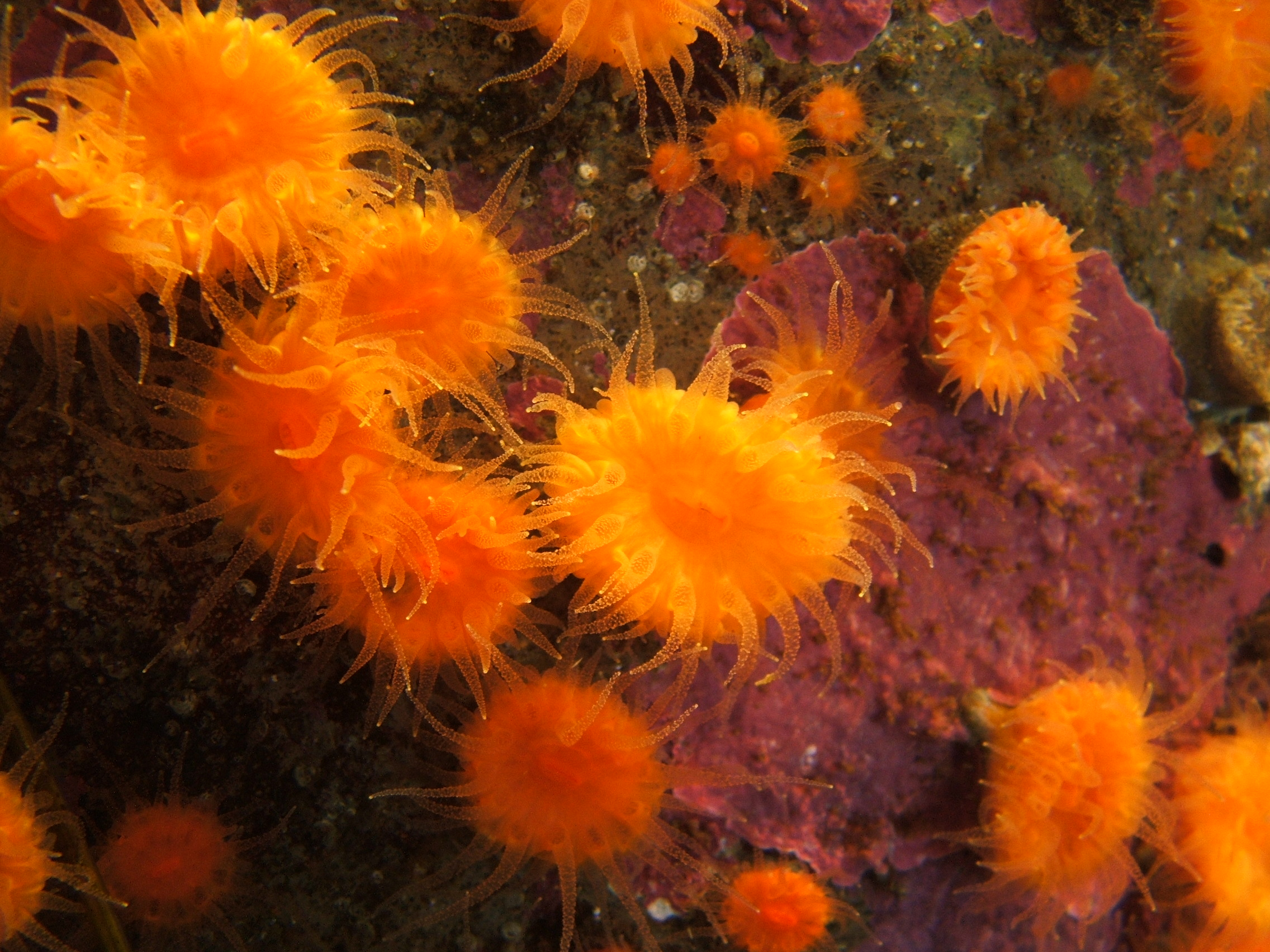
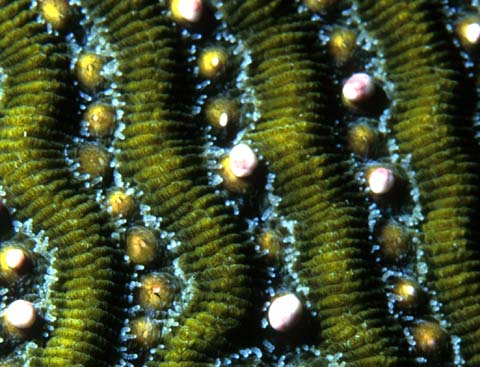
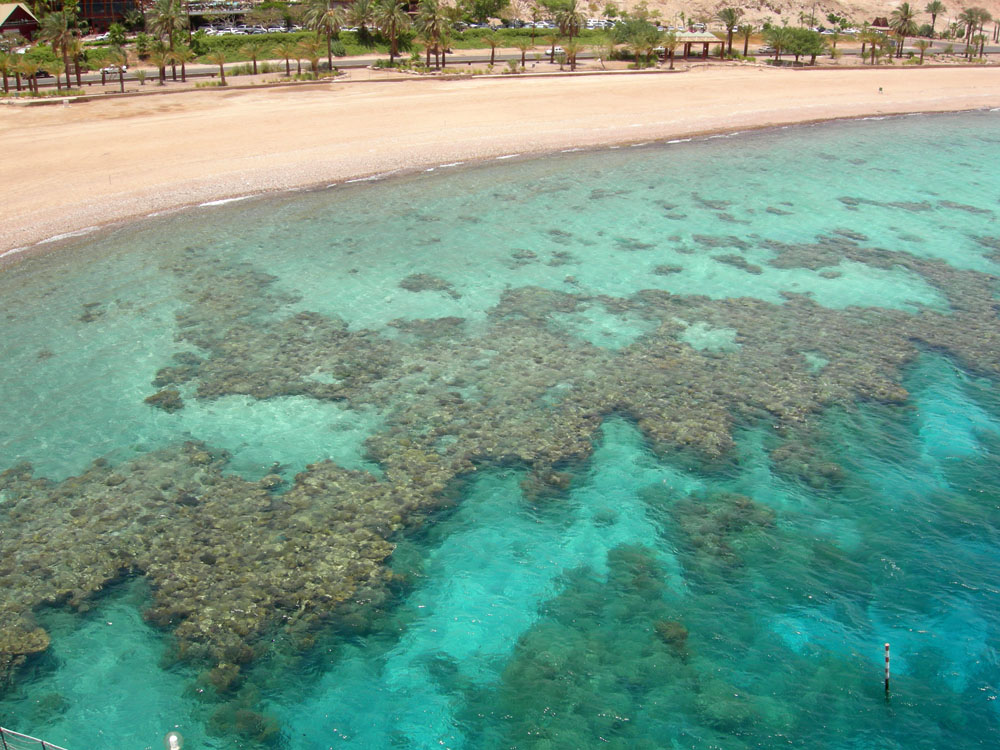
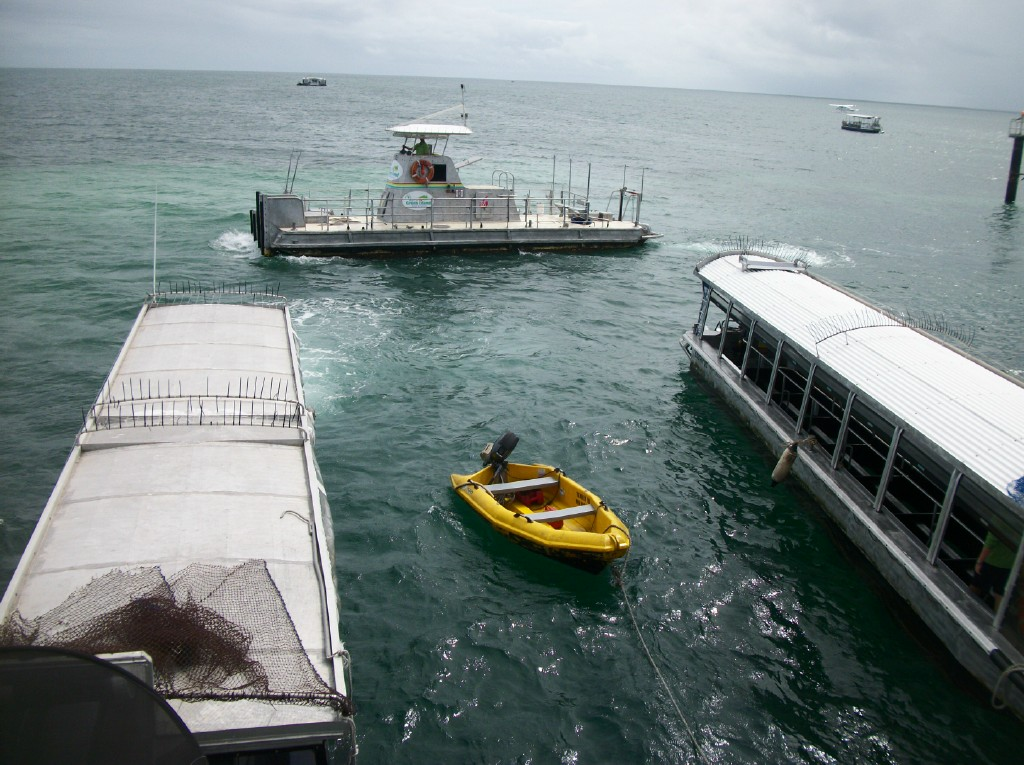